# Johnnie Walker

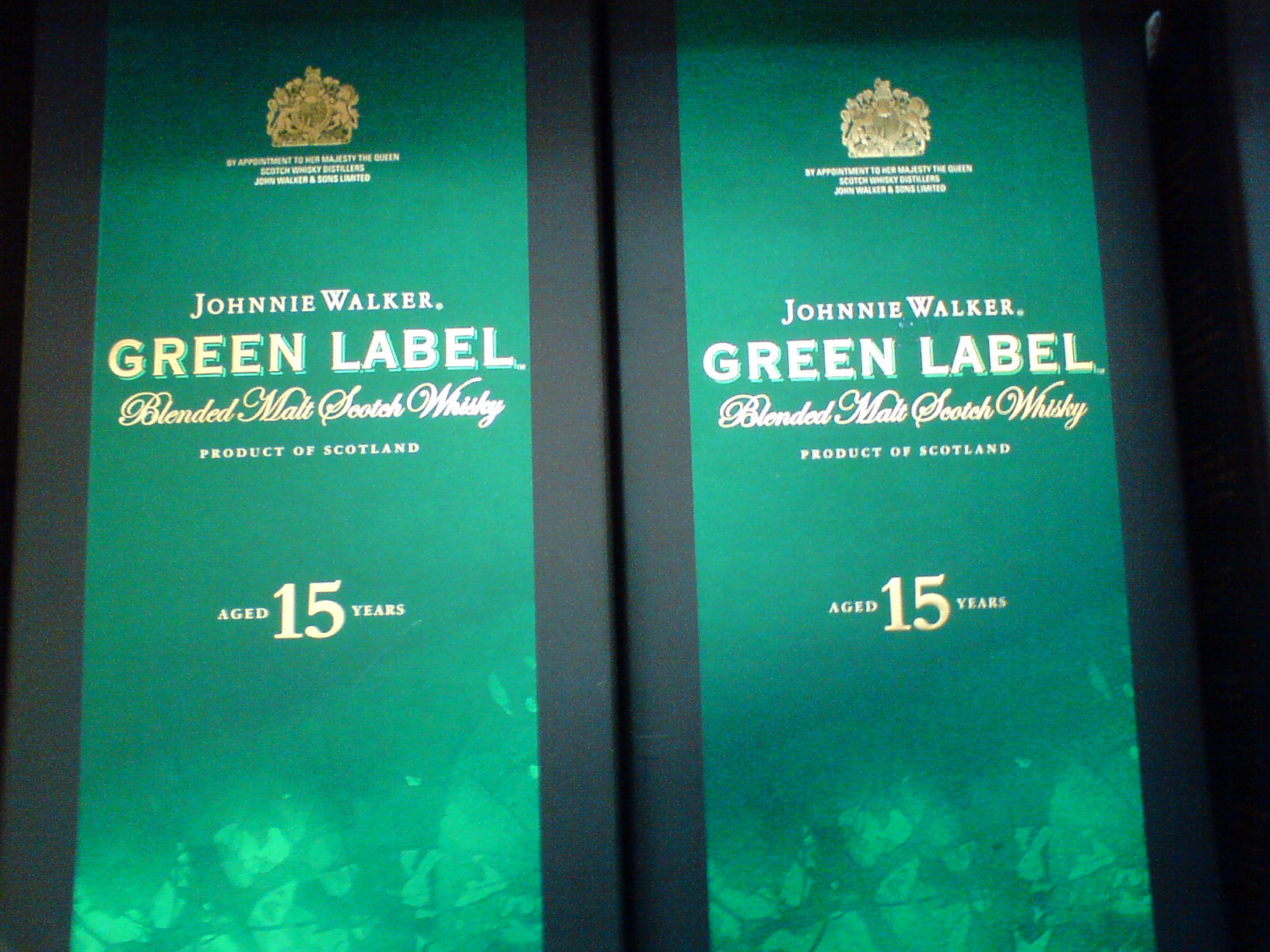
Embalagem de Johnnie Walker Green Label.

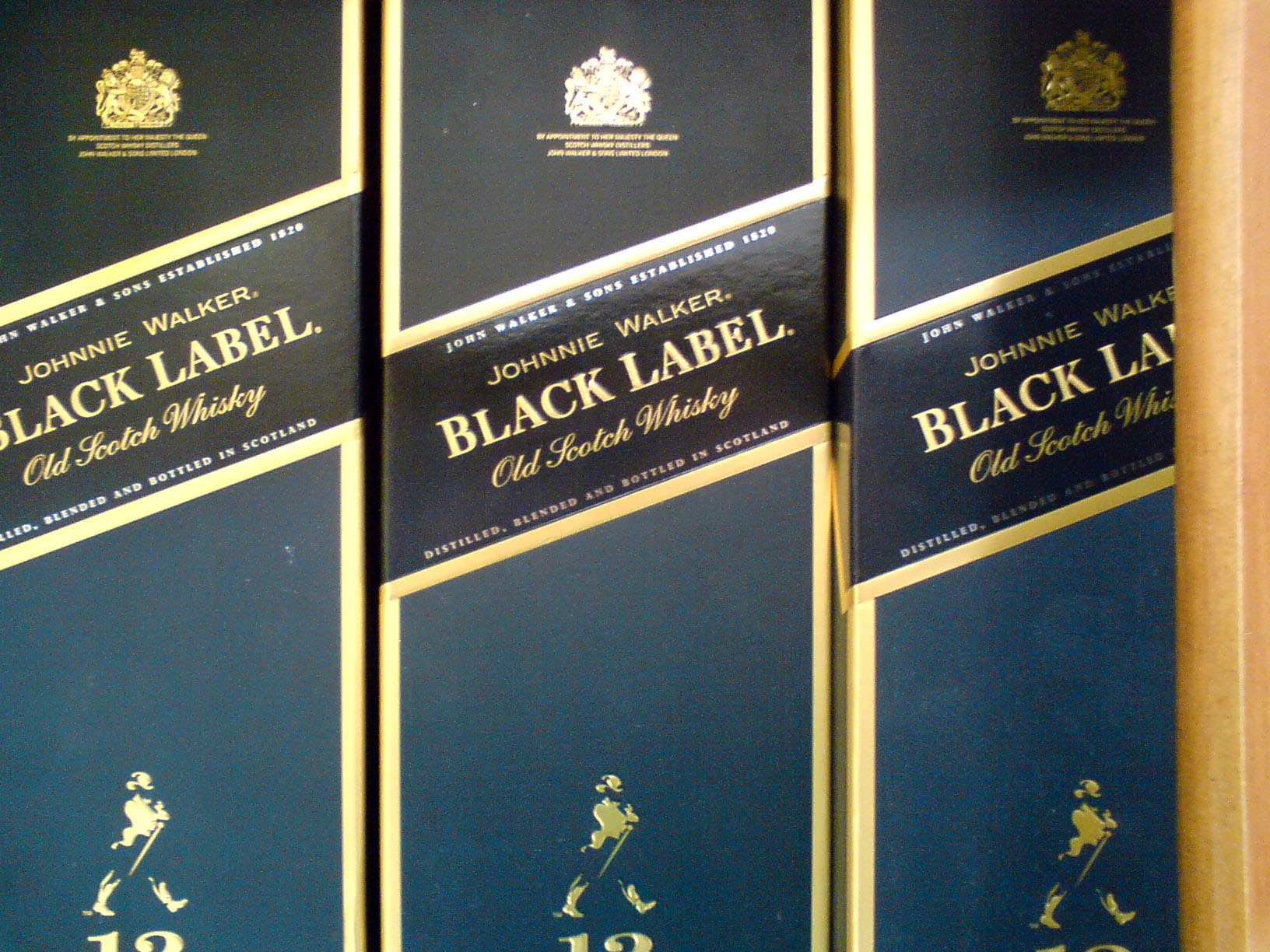
Embalagem de Johnnie Walker Black Label.

Johnnie Walker é uma marca de whisky escocês pertencente à Diageo e é produzido em Kilmarnock, condado de Ayrshire, Escócia. É a marca de whisky mais distribuída no mundo, vendida em quase todos os países, com vendas anuais de cerca de 130 milhões de garrafas.

## História
Originalmente conhecido como Walker's Kilmarnock Whisky, a marca Johnny Walker é um legado deixado por John ‘Johnnie’ Walker depois que ele começou a vender uísque em sua loja, localizada em Ayrshire, Escócia. A marca se tornou popular apenas após sua morte, em 1857, quando seu filho, Alexander Walker e neto, Alexander Walker II estabeleceram a marca como uma das mais populares na Escócia.
Sob o comando de John Walker, a venda de uísque representava apenas 8% do faturamento da empresa, sendo que, sob o comando de Alexander, este percentual passou para uma margem entre 90 e 95%.
Até 1860 era considerada ilegal a venda de blended whisky. Neste período John Walker vendeu um grande número de garrafas de seu Walker’s Kilmarnock. Em 1865 Alexander produziu seu primeiro uísque misturado, o Walker’s Old Highland.
Alexander Walker criou a tradicional garrafa quadrada, que acompanha a marca até hoje, em 1870, possibilitando o armazenamento de um maior número de garrafas em um menor espaço físico. Outra característica padrão das garrafas de Johnny Walker é a marca, que é selada na garrafa em um ângulo de 24 graus.
Segundo uma pesquisa realizada em 2013 pela publicação inglesa “The Whisky Magazine”, o Brasil é o primeiro mercado em vendas para o blend Red Label no mundo, e Pernambuco responde por 17% do consumo no país. Tendo em vista isso, a filial local a da Diageo passou a investir mais em marketing localizado para o Brasil.

## Linha de produtos
| Idade                  | 1865–1905             | 1906–1908                  | 1909–1911                  | 1912–1931                  | 1932–1991                  | 1992–1996                  | 1997–2012                                       | 2013–                             |
| ---------------------- | --------------------- | -------------------------- | -------------------------- | -------------------------- | -------------------------- | -------------------------- | ----------------------------------------------- | --------------------------------- |
| Jovem (blended)        |                       | Old Highland               | Johnnie Walker White Label |                            |                            |                            |                                                 | Red & Cola                        |
| Standard (blended)     |                       | Special Old Highland       | Johnnie Walker Red Label   | Johnnie Walker Red Label   | Johnnie Walker Red Label   | Johnnie Walker Red Label   | Johnnie Walker Red Label                        | Johnnie Walker Red Label          |
| 12 (blended)           | Walker’s Old Highland | Extra Special Old Highland | Johnnie Walker Black Label | Johnnie Walker Black Label | Johnnie Walker Black Label | Johnnie Walker Black Label | Johnnie Walker Black Label                      | Johnnie Walker Black Label        |
| Standard (blended)     |                       |                            |                            |                            |                            |                            | Johnnie Walker Double Black Label               | Johnnie Walker Double Black Label |
| Standard (blended)     |                       |                            |                            |                            | Johnnie Walker Swing       | Johnnie Walker Swing       | Johnnie Walker Swing                            | Johnnie Walker Swing              |
| 15 anos (blended malt) |                       |                            |                            |                            |                            |                            | Johnnie Walker Green Label                      | Johnnie Walker Green Label        |
| 15/18 anos (blended)   |                       |                            |                            |                            |                            |                            | Johnnie Walker Gold Label "The Centenary Blend" | Johnnie Walker Gold Label Reserve |
| 18 anos (blended)      |                       |                            |                            |                            |                            |                            |                                                 | Johnnie Walker Platinum Label     |
| standard (blended)     |                       |                            |                            |                            |                            | Johnnie Walker Blue Label  | Johnnie Walker Blue Label                       | Johnnie Walker Blue Label         |

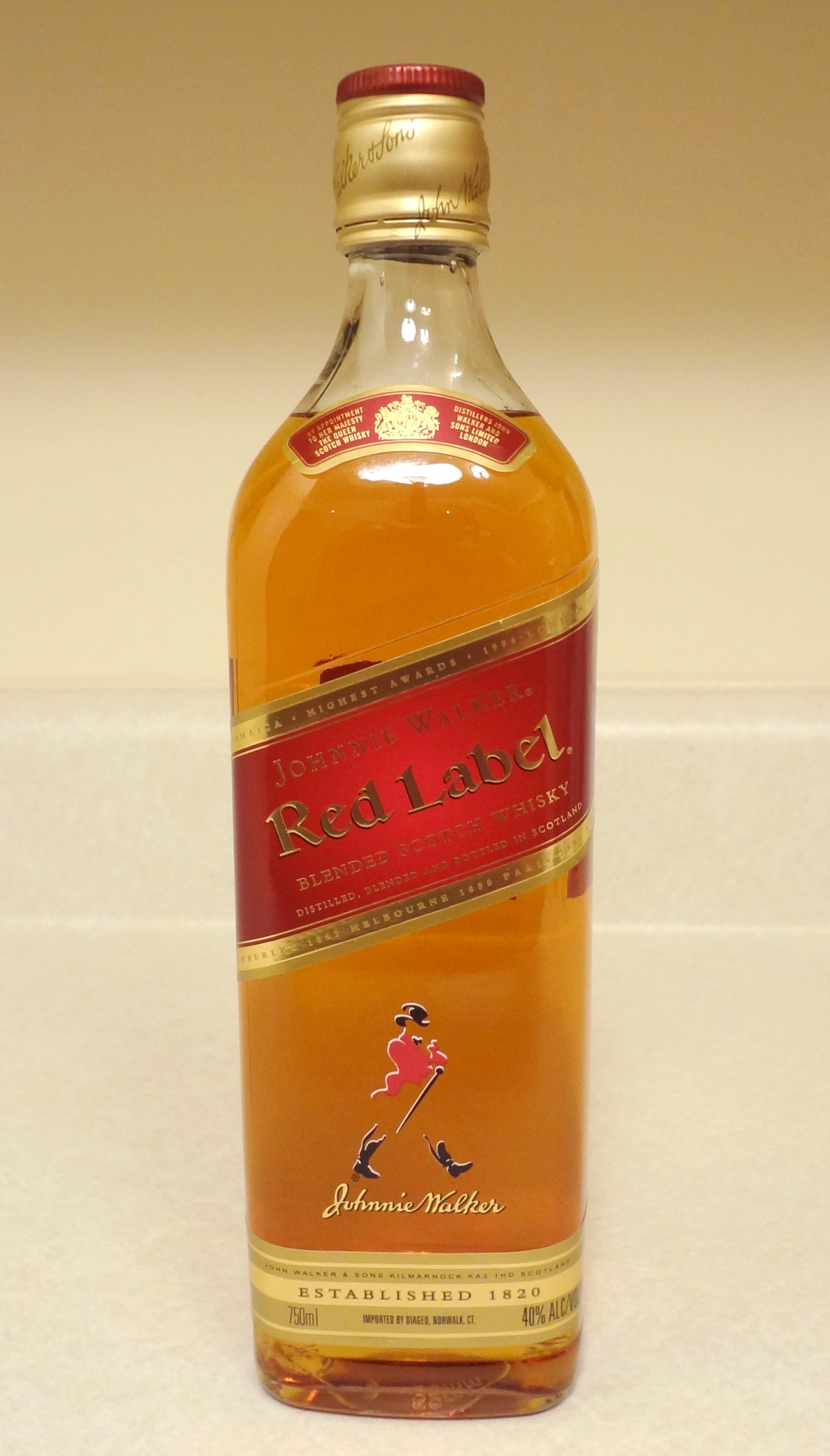
Johnnie Walker Red Label
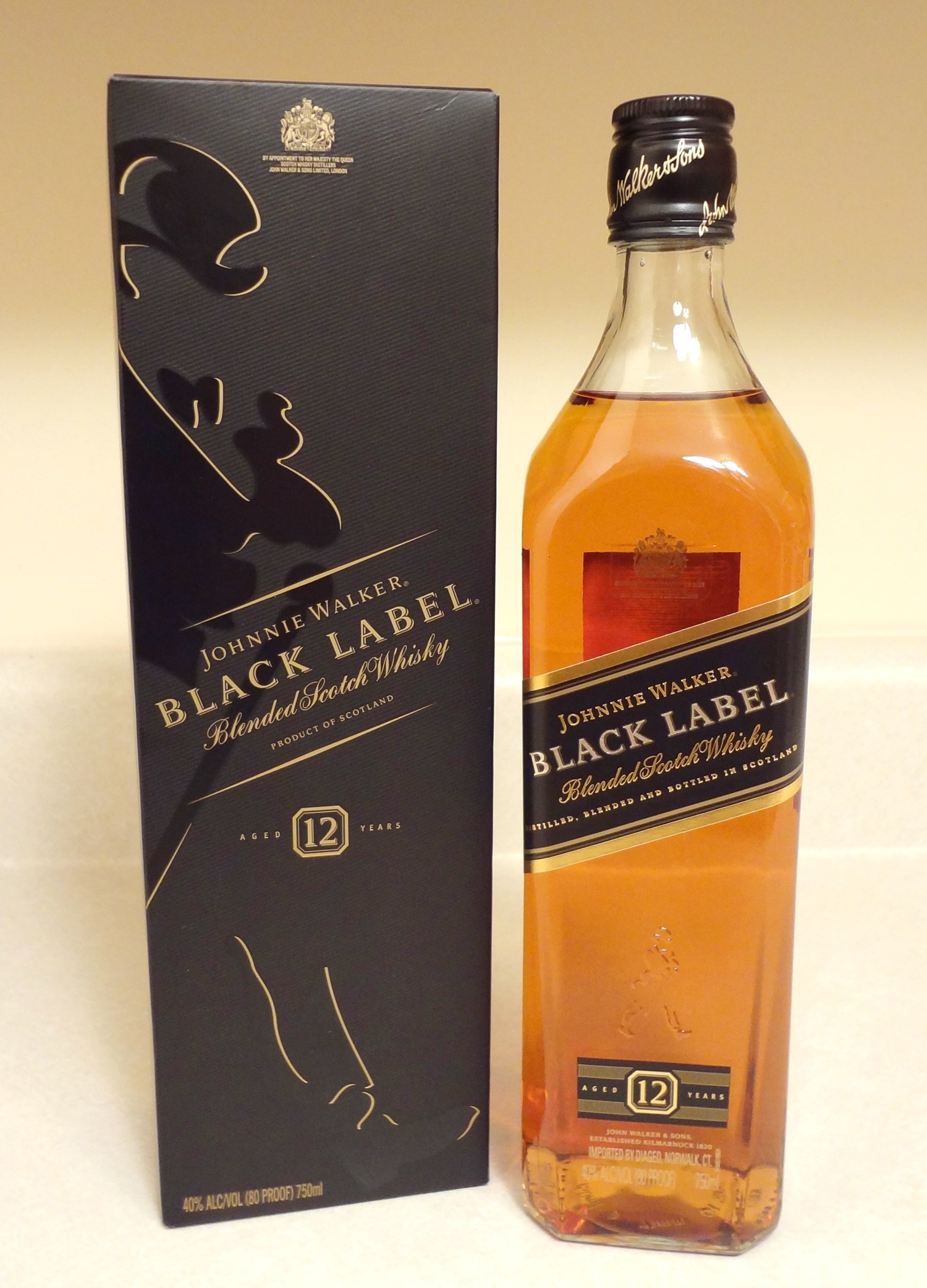
Johnnie Walker Black Label
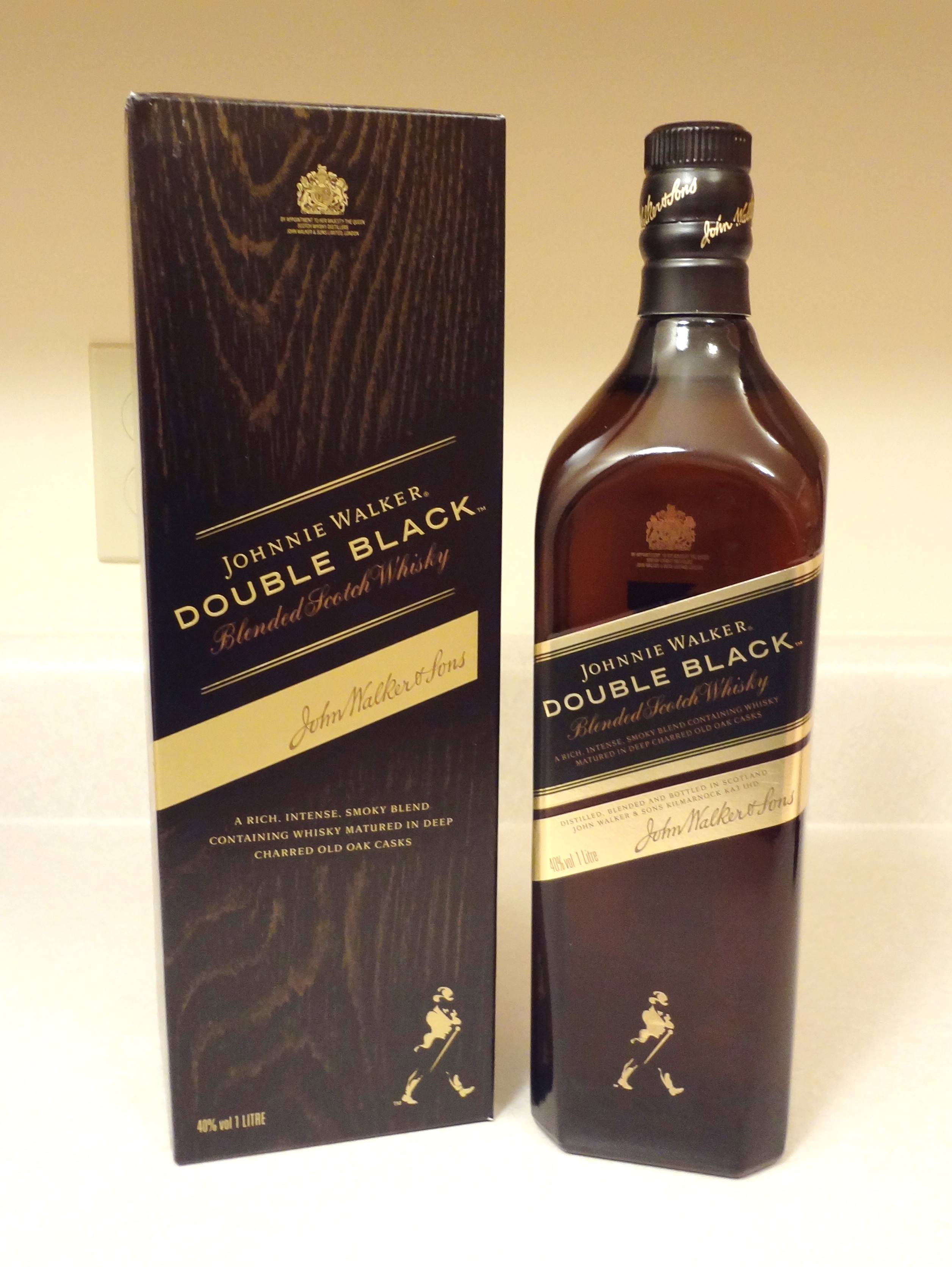
Johnnie Walker Double Black
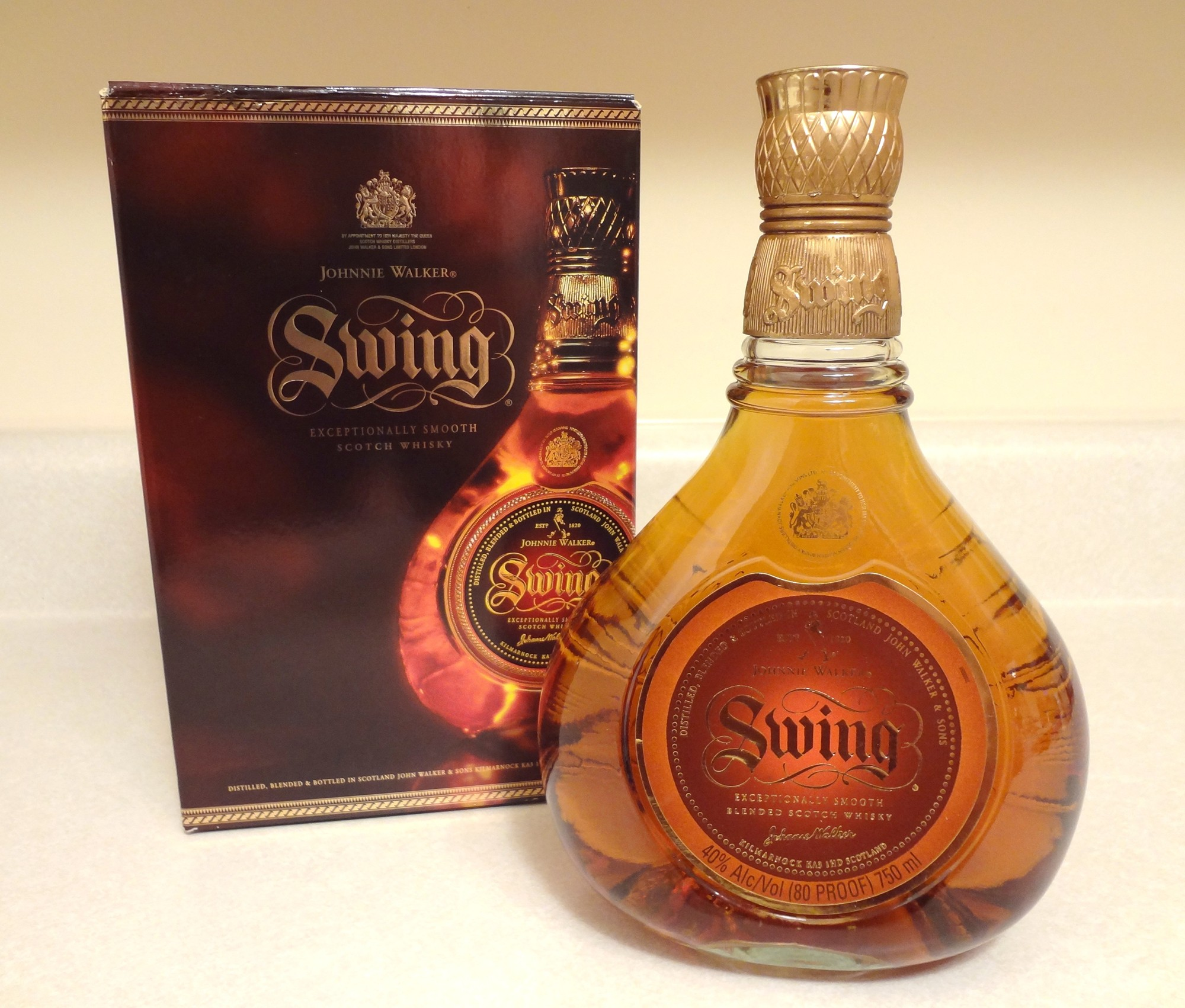
Johnnie Walker Swing
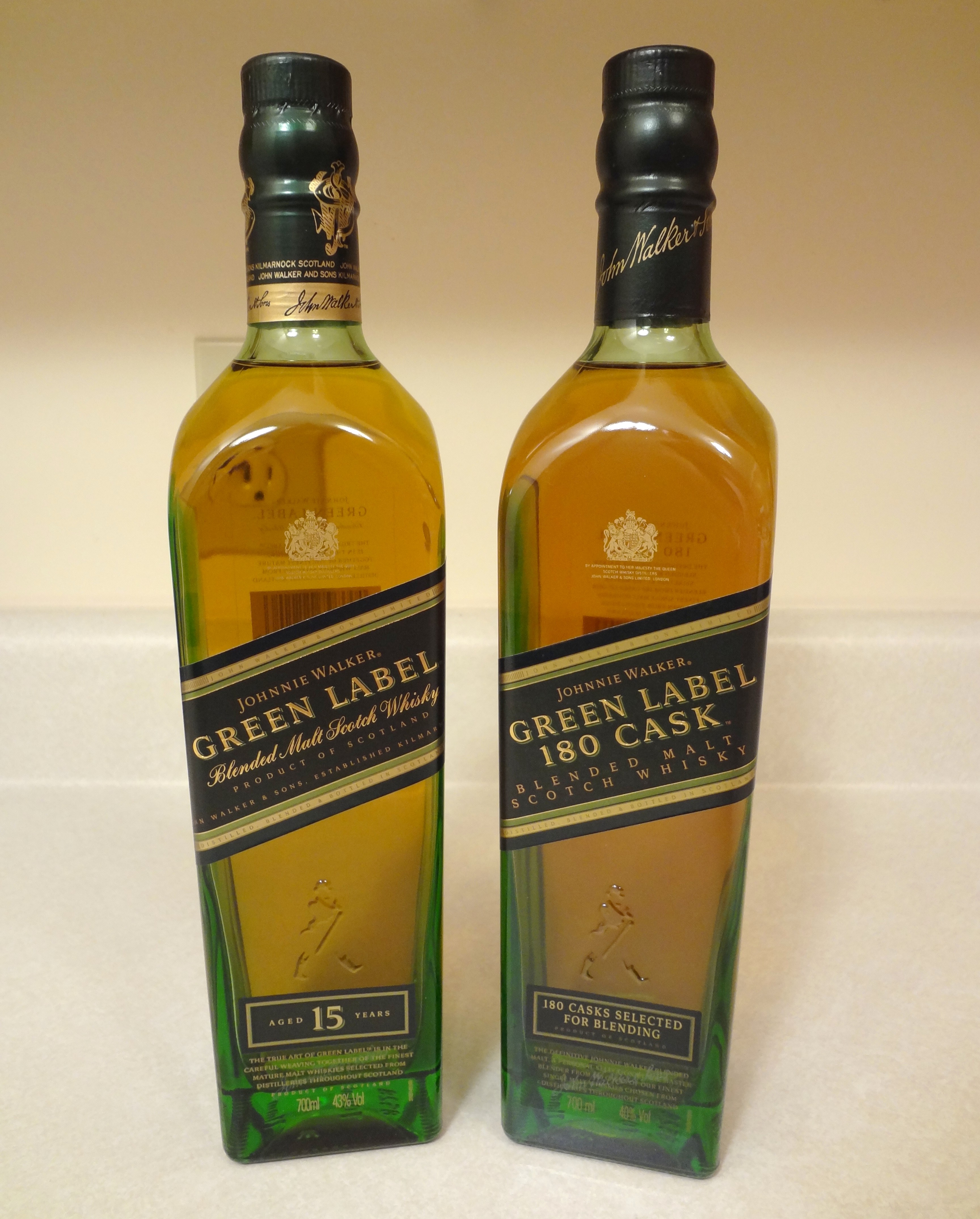
Johnnie Walker Green Label & Green Label 180 Cask
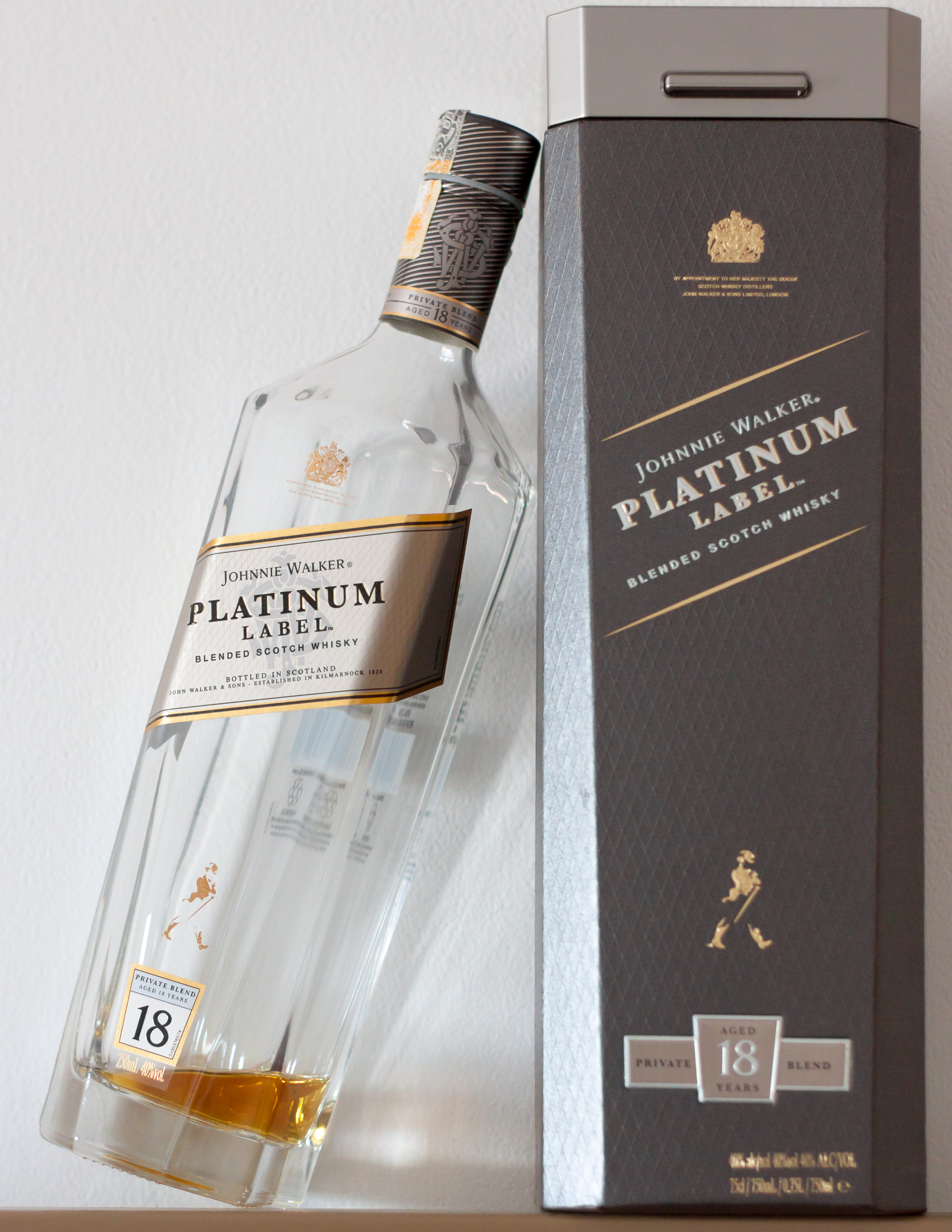
Johnnie Walker Platinum Label
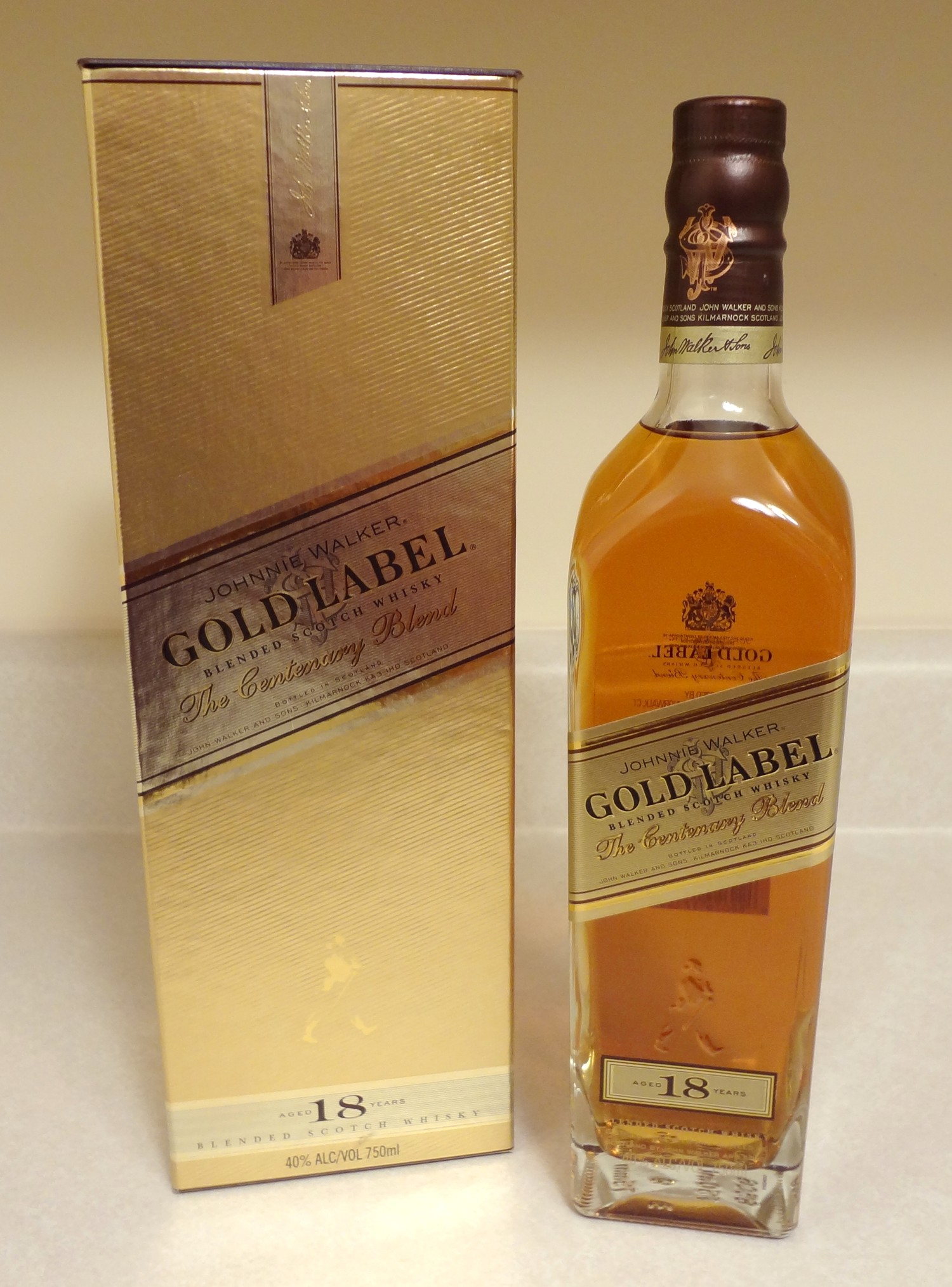
Johnnie Walker Gold Label
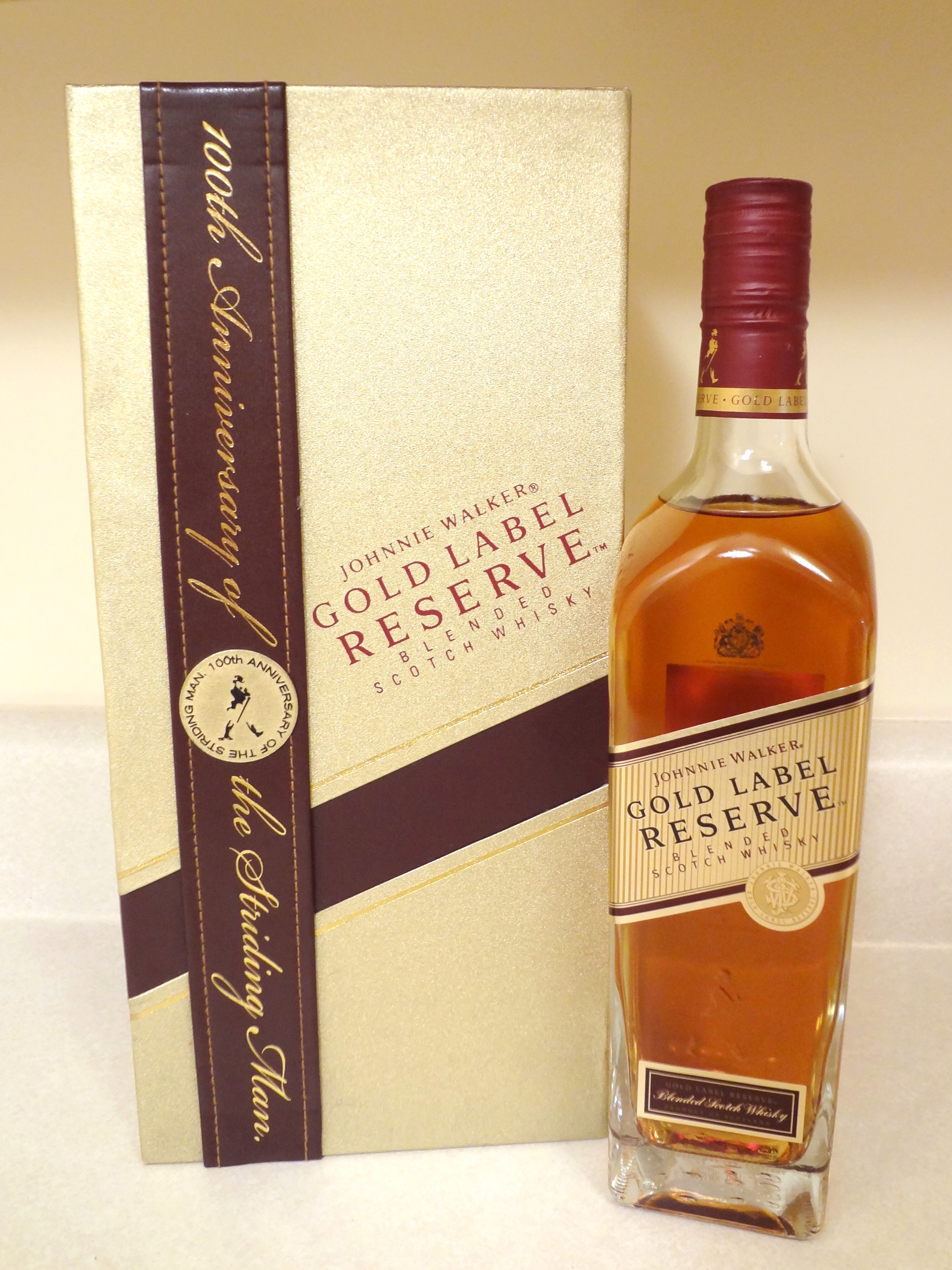
Johnnie Walker Gold Label Reserve
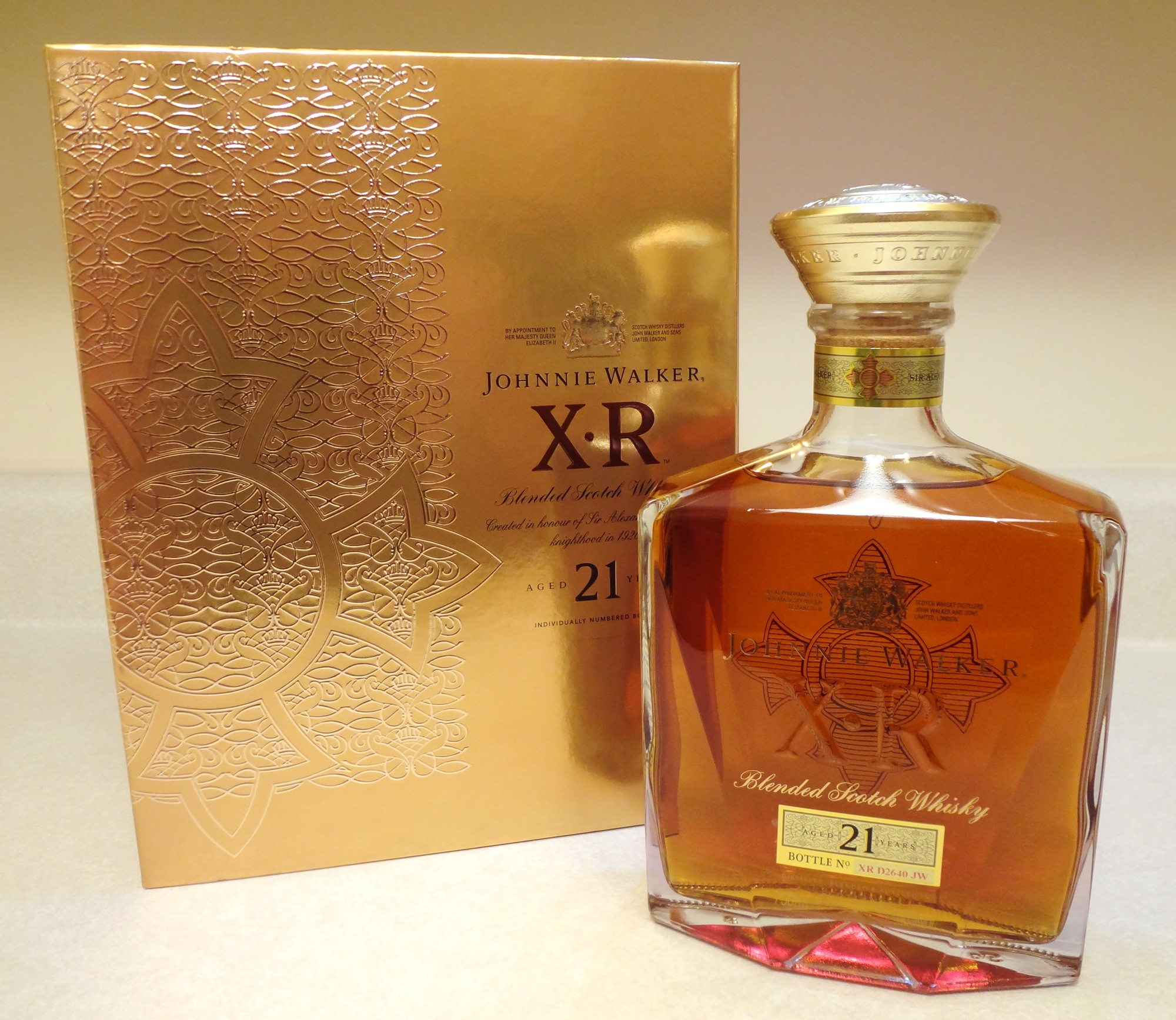
Johnnie Walker XR 21
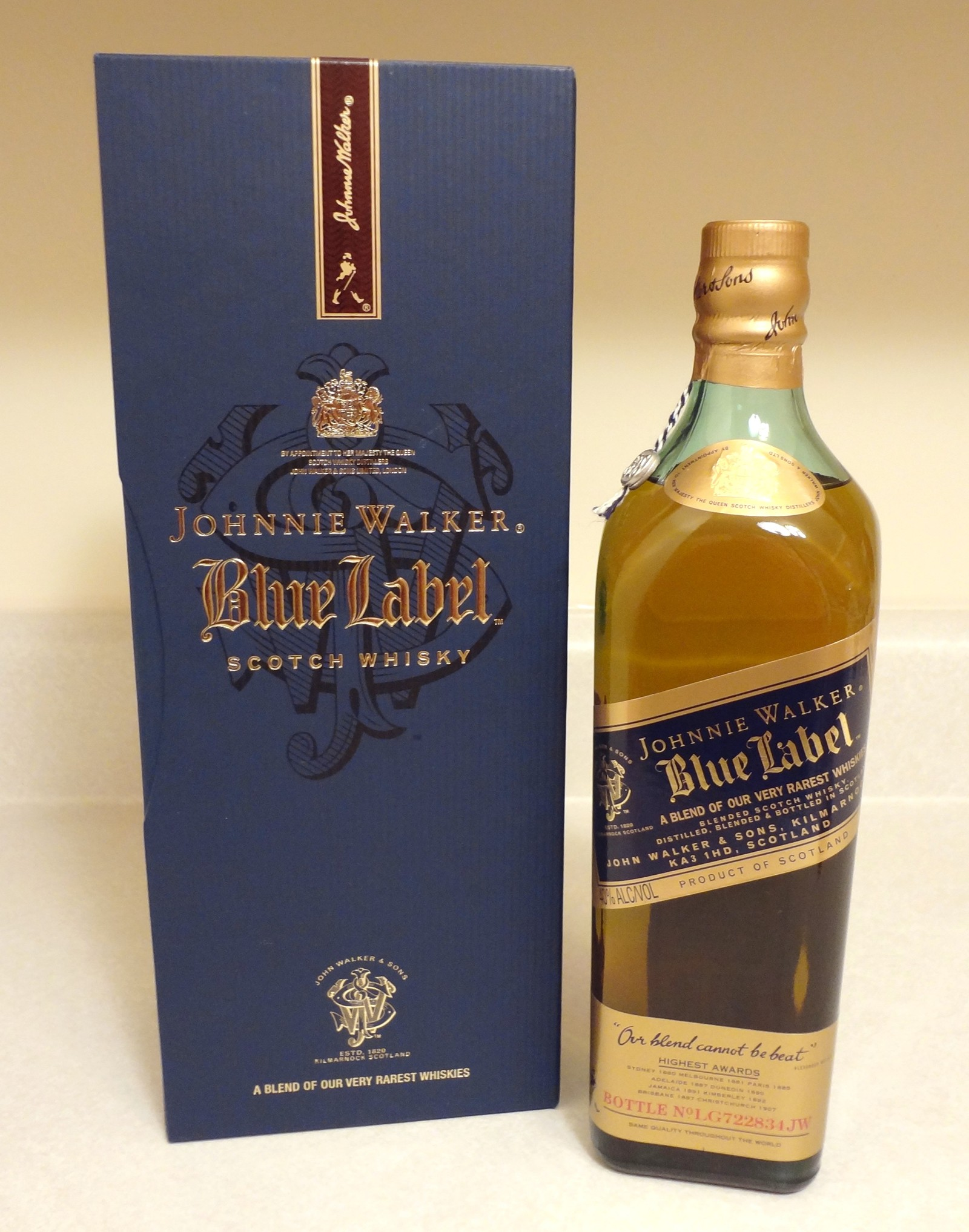
Johnnie Walker Blue Label
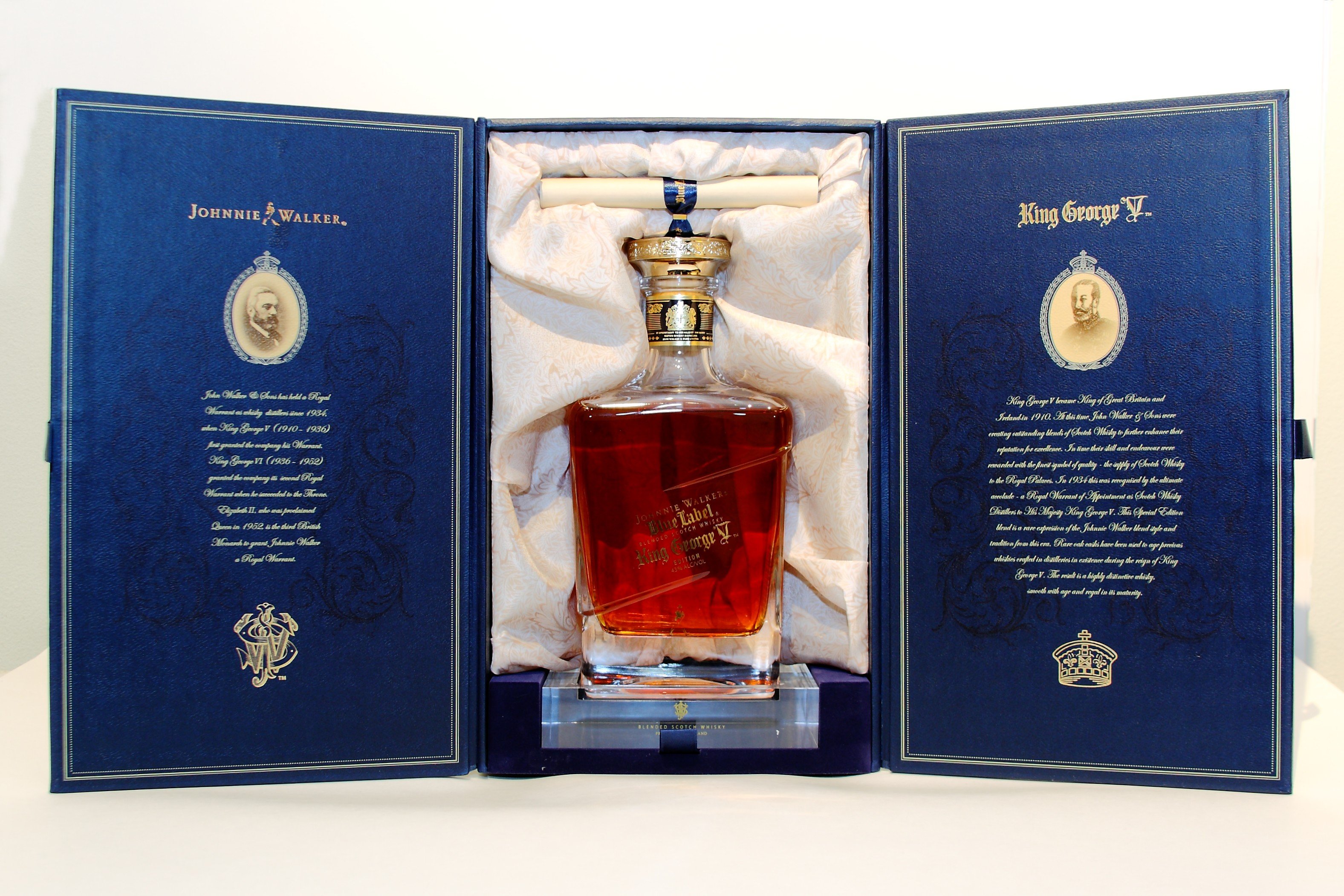
Blue Label King George V Edition